# Taxila (Pakistan)
Taxila (Takkasilā, Takhaśilā, Sanskriet: Takshaśilā, waarschijnlijk 'stad van bewerkte steen') was een centrum van boeddhistische studie in de oudheid. De stad lag op de zijderoute en trok boeddhistische studenten van heinde en ver om hoger onderwijs te genieten.
Taxila kent een geschiedenis van ten minste de 5e eeuw v. Chr. tot 5e eeuw n. Chr. en werd door zeven verschillende naties beheerst. Er zijn drie archeologische sites, van het zuidwesten naar het noordoosten: de Bhir Mound, Sirkap en Sirsukh, waarvan Bhir Mound de oudste is. Sirkap werd tussen 175 en 170 v. Chr. gesticht en werd bewoond tot de regering van Wima-Kadphises (ca. 90 - 100). Sirsukh werd waarschijnlijk tijdens de regering van Kanishka van het Kushanarijk gesticht (ca. 125). Het meest opvallende monument, de Dharmarajika stoepa, ligt ten oosten van de Bhir Mound en ten zuidoosten van Sirkap.  

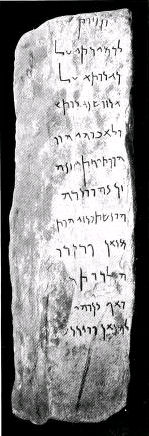
Aramese inscriptie, mogelijk van een octagonale pilaar van wit marmer, gevonden in Sirkap, Taxila, 4e eeuw v. Chr, uit Marshalls A Guide to Taxila (1918)

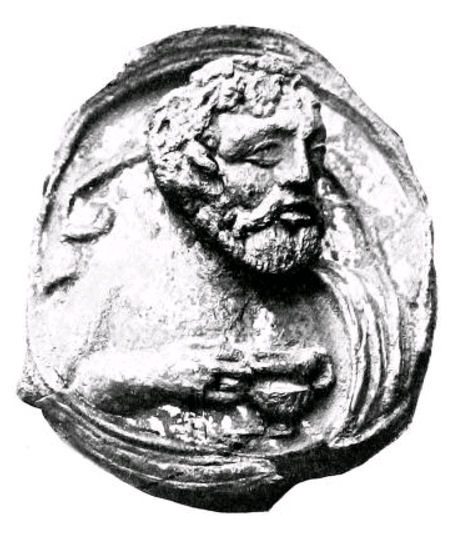
Hoofd van Dionysus met satersoren, klimop en cantharus (beker met twee oren), zilver 'repoussé', hellenistisch, vóór 1e eeuw v. Chr., Sirkap, Taxila, uit Marshalls A Guide to Taxila (1918)

## Ligging
Tegenwoordig is Taxila een oudheidkundige site in de Punjab provincie van Pakistan op een klein uur rijden ten noordwesten van Islamabad.
Het bestaat uit drie steden, van zuid naar noord: 'Bhir mound', Sirkap en Sirsukh. In Sirsukh zijn drie moderne dorpen: Mīrpur, Tofkiāñ en Pind Gākhrā, bovenop de resten van antieke gebouwen.

## Vermeldingen
In de Jataka verhalen werd deze stad steeds vermeld als 'studiecentrum'. In de Mahabharata wordt Taxila vermeld in verband met het grote slang offer van koning Janamejaya, die het koninkrijk Taxila veroverd had.
Inscripties van Darius de Grote in Persepolis en op zijn tombe in Naqsh-e Rustam vermelden een nieuwe Indiase satrapie, het rijkst en dichtstbevolkte in het Rijk en waarvan wordt aangenomen dat het , anders dan Aria, Arachosia en Gandaria, Sind en een groot deel van de Punjab ten oosten van de Indus uitmaakte. In Taxila is een inscriptie in Aramese karakters gevonden uit de 4e of 5e eeuw v. Chr., dat op Perzische invloed wijst. Het Kharoshthi alfabet werd in Taxila van het Aramees afgeleid. Het Aramees werd in NW-India geïntroduceerd door de Achaemeniden na hun verovering van het land rond 500 v. Chr.
Arrianus sprak over Taxila als een grote en bloeiende stad in de tijd van Alexander de Grote, zelfs de grootste stad tussen de Indus en de Hisdaspes (Jihlam).
Volgens Strabo was het land rondom dichtbevolkt en uitzonderlijk vruchtbaar en ook Plutarchus vermeldde de rijkdom van de grond.
Ptolemeus schrijft over Takasoma; dit zou mogelijk Taxila zijn. Taxila was samen met Purushapura (Pesjawar) een van de twee belangrijkste steden van Gandhara.
Ook Hsuan Tsang schreef over de vruchtbaarheid van het land, de rijke oogsten, de stromende rivieren en uitbundige vegetatie.

## Leerlingen
Panini, de geniale Indische taalkundige, en Kautilya, de Indische Machiavelli, waren leerlingen van Taxila universiteiten. Chandragupta Maurya, de latere stichter van het Mauryarijk, studeerde acht jaar aan de universiteit van het oude Taxila. Later, in de tweede eeuw AD, zou Atraja een grootmeester van Indische geneeskunst hier zijn school vestigen. De bloeiperiode ligt tussen de eerste en vijfde eeuw na Christus.

## Hellenistische kunst
Marshalls A Guide to Taxila (1918) verklaart het verband van het ontstaan van de 'Romeinse keizerlijke kunst' en de hellenistische kunst van West-Azië als volgt: Sinds de tijd van de Seleuciden (311 - 63 v. Chr.) was W-Azië het werkelijke artistieke centrum van de antieke wereld. In W-Azië kwamen de kunst van Griekenland, Ionië, Perzië en Mesopotamië samen en versmolten met elkaar. Vervolgens stroomde deze nieuwe W-Aziatische kunst naar het westen over het Romeinse Rijk en naar het oosten over Parthië, Turkestan en India. Romeinse ideeën hadden weinig invloed op de beeldende kunst van Griekenland of Azië. De kunst van Rome stond in dezelfde relatie tot Griekenland en Azië, als de kunst van Gandhara tot het hellenisme. Daarom lijkt de Romeinse kunst op dat van Gandhara, zonder dat de Romeinse cultuur op Noord-India directe invloed had.

## Geschiedenis
Taxila stond van de 5e eeuw v. Chr. tot de 5e eeuw n. Chr. onder het bewind van zeven verschillende, elkaar opeenvolgende naties: de Perzen, de Macedoniërs, de Maurya's, de Bactrische Grieken, de Scythen (Śaka's), de Parthen en de Kushanen.

### Perzen
Volgens John Hubert Marshall maakte Taxila waarschijnlijk deel uit van het Achaemeniden Rijk van Perzië, maar los van de vermelding van Taxila in de boeddhistische Jataka's als universiteitsstad, beroemd om haar kunsten en wetenschappen, is er weinig over bekend vóór de invasie van Alexander de Grote. 

### Macedoniërs

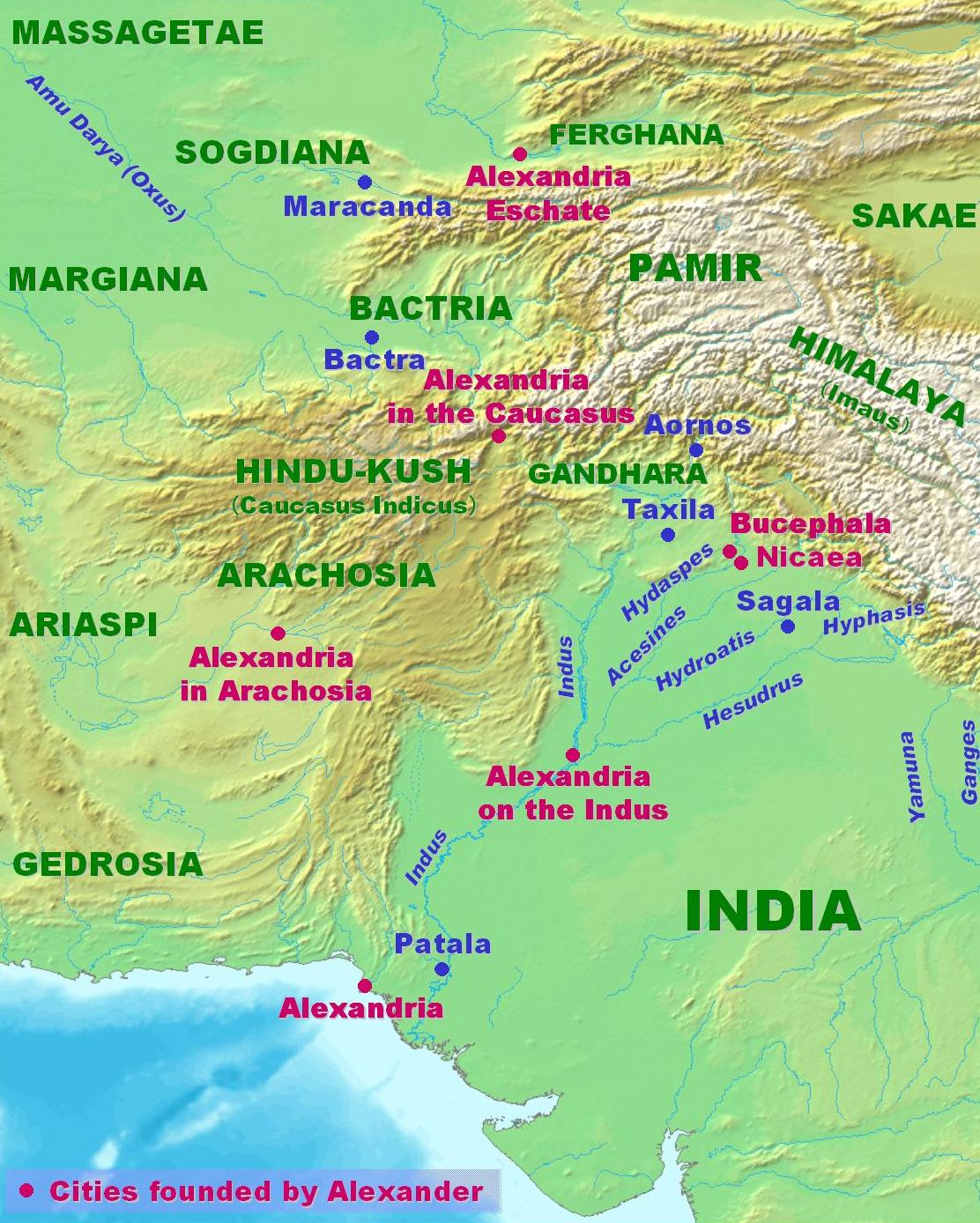
Een kaart van Alexanders campagne in het Oude India

Alexander ontving de onderwerping van Taxila in de lente van 326 v. Chr. Hij verbleef er enkele weken in voorbereiding op de aanval op Porus. De stad was toen erg rijk, dichtbevolkt en goed bestuurd, met gebied dat reikte van de Indus tot de Hydaspes. Er kwamen, volgens de overlevering van Alexanders expeditie, polygamie en satī voor, meisjes die te arm waren om te worden uitgehuwelijkt werden op de markt verkocht en de overledenen werden voor de gieren geworpen. Āmbhi (Omphis of Taxiles) was destijds koning en in oorlog met Porus en Abhisāra. Āmbhi hoopte op Alexanders hulp om zijn tegenstanders te overwinnen en stuurde gezanten vooruit naar Und (Udabhānda) om Alexander te ontmoeten. Āmbhi leidde zijn troepen naar Alexander om zijn diensten aan te bieden, onderhield hem in Taxila en stuurde 5000 man om Alexander te steunen in zijn aanval op Porus. In ruil mocht Āmbhi in het bezit van zijn gebied blijven en na de vrede met Porus werd zijn positie alleen nog maar versterkt.
Binnen zes jaar na Alexanders overlijden in 323 v, Chr., trok de Griekse gouverneur Eudemus zich uit de Indusvallei terug, om Eumenes bij te staan in diens strijd tegen Antiochus.

### Maurya's
Rond die tijd dreef Chandragupta Maurya de Griekse garnizoenen ten oosten van de Indus uit en nam Taxila op in zijn Rijk van Magadha.
Seleucus I Nicator probeerde de verloren bezittingen van Alexander te heroveren in 305 v. Chr., maar hij was gedwongen een haastige en vernederende vrede te sluiten met Chandragupta; alle oude Macedonische provincies, tot aan de Hindoe Kush, werden aan Chandragupta overgedragen. Onder diens zoon Bindusāra, kon Taxila het Maurische juk afschudden, maar door Chandragupta's kleinzoon, kroonprins Aśoka werd Taxila weer onderworpen. Onder zijn vader Bindusara, regeerde Asoka als onderkoning over Taxila. Onder Asoka won het boeddhisme aan invloed. Na Asoka's dood in 231 v. Chr. brak het rijk op en hervond Taxila korte tijd haar onafhankelijkheid.

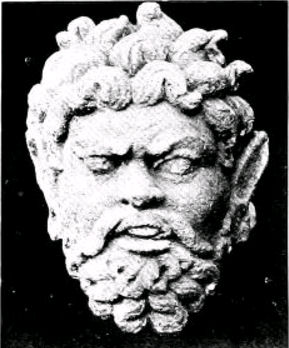
Dionysuskop met satersoren, Sirkap, Taxila, uit Marshalls A Guide to Taxila (1918)

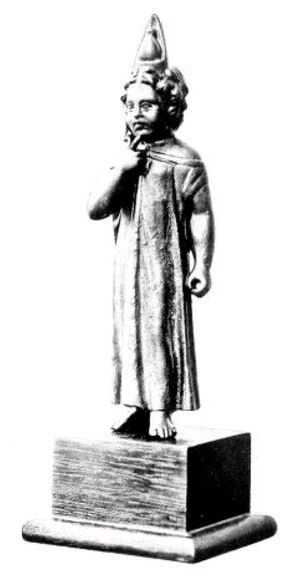
Bronzen beeldje van Harpocrates, de Egyptische kindgod van stilte, met daarom een vinger aan de mond, Laat-Hellenistisch, waarschijnlijk 1e eeuw v. Chr., Sirkap, Taxila, uit Marshalls A Guide to Taxila (1918)

### Bactrische Grieken
Grieken vielen rond 190 v. Chr. onder Demetrius, schoonzoon van Antiochus de Grote, vanuit Bactrië binnen. Twintig jaar later nam Eucratides Bactrië en delen van zijn Indiase bezittingen, waaronder Taxila, van Demetrius af. Van Demetrius en Eucratides stamden twee elkaar rivaliserende families, waarvan Griekse koningen over Taxila regeerden: zoals Apollodotus, Menander I en Antialcidas.

### Scythen
Na honderd jaar Bactrische overheersing kwamen Scythen (Śaka's in India) uit het westen, die de Grieken verdrongen. Zij waren al lange tijd gevestigd in de Parthische provincie Seistan, waarvandaan ze Arachosia innamen. De Parth Vonones nam in Arachosia de regering op zich. De Scythische leider Maues stootte naar het oosten door en nam het koninkrijk Taxila in (omstreeks 85-80 v. chr.). Azes I volgde Maues op rond 58 v. Chr. Na Azes I kwamen Azilises en Azes II.

### Parthen
Na de dood van Azes II verenigde in het derde decennium de Parth Gondophares de koninkrijken van Taxila en Arachosia. Sint Thomas de Apostel werd, volgens christelijke geschriften, aan het hof van Gondopharnes ontvangen. Gondopharnes annexeerde de Kaboelvallei, overmeesterde er het Griekse vorstendom en zette prins Hermaeus af. Later, toen de autoriteit van Gondopharnes afnam,  namen de satrapen van de verschillende provincies zelf het bestuur in handen. Munten van Sasan, Sapedanes en Satavastra werden in Taxila gevonden. Gedurende deze Indo-Parthische overheersing bracht Apollonius van Tyana, waarschijnlijk in het jaar 44, een bezoek aan Taxila. Marshall acht het waarschijnlijk dat Apollonius werkelijk Taxila heeft bezocht en dat zijn biograaf Philostratus toegang had tot de notities van Apollonius' metgezel Damis.
Rond het jaar 46 zou de in de Oudheid vermaarde, neopythagoreïsche filosoof Apollonius van Tyana vier dagen een bezoek hebben gebracht aan Phraotes, de Indiase koning, die in Taxila zijn paleis had. Phraotes was onafhankelijk van Vardanes, de Parthische koning van Babylon en heerste over de satrapie van Gandhāra. Phraotes zou de kleinzoon zijn van een koning met dezelfde naam. Philostratus (ca. 170 - ca. 247) schreef in opdracht van keizerin Julia Domna een biografie over Apollonius. In het verhaal wordt een tempel beschreven buiten de stad met in het heiligdom bronzen platen over de geschiedenis van Poros en Alexander de Grote. In de stad zou een tempel van Helios hebben gestaan met een cultusbeeld, dat uit parels was opgebouwd. Phraotes en zijn vader zouden tot filosoof zijn opgeleid door de wijzen, die Apollonius na zijn bezoek aan Taxila ontmoette. Hij zou vier maanden bij Iarchas, de oudste van de brahmaanse wijzen,  blijven en zijn hele leven de lof hebben gezongen van de wijsheid van de Indiërs.

### Kushanen
Taxila behoorde met Mathura en Baghram tot de hoofdsteden van het Kushanrijk (30 - 375). Nadat Hermaeus uit Kaboel was verdreven door Gondopharnes, lijkt hij een alliantie te hebben gevormd met Kujūla Kadphises, de machtige leider van de Kushanen, en met diens hulp Kaboel te hebben herwonnen. Daarna verenigden Hermaeus en Kadphises hun krachten om Gandhara en Taxila te veroveren. De Kushanen waren een stam van de Yueh-chih, die oorspronkelijk uit Noord-west China kwamen. Waarschijnlijk namen Hermaeus en Kadphises tussen 50 en 60 de Kaboelvallei en Taxila van de Parthen over. Enige jaren later werd Kujūla Kadphises opgevolgd door Wima Kadphises. In de 2e eeuw kwam Kanishka aan de macht en na hem Huvishka en Vasudeva. Kanishka maakte Purushapura (peshawar) tot zijn winterhoofdstad. Na de dood van Vasudeva, waarschijnlijk in de eerste helft van de 3e eeuw, nam de macht van het Kushanrijk af.
In de 5e eeuw vielen de Witte Hunnen of Hephthalieten binnen. De Chinese pelgrim Fa Hien bezocht de boeddhistische monumenten in Taxila. De boeddhistische heiligdommen waren toen nog in bloei en intact. De verwoesting is hoogstwaarschijnlijk het werk van de Witte Hunnen, die na het jaar 455 over India trokken. Ze namen niet alleen het koninkrijk van de Kushanen over, maar uiteindelijk ook het grote Gupta Rijk. Taxila herstelde zich niet van deze ramp. Hsuan Tsang bezocht Taxila in de 7e eeuw, toen het afhankelijk was van Kashmir en de kloosters in puin lagen.

## Archeologie
Taxila was lang het slachtoffer van amateur-archeologen als Majoor Pearse, Majoor Cracroft, Deputy Commisioner of Rawalpindi en dhr Delmerick en schatzoekers als Nur, een bhisti van het dorp Shah Dheri. Nur opende in de jaren 50 en 60 van de 19e eeuw kleine stoepa's en verkocht de inhoud aan regeringsambtenaren en antiekhandelaren. Nur ontdekte een gegraveerde gouden plaat in een van de stoepa's bij Jandial en nam relieken weg uit verschillende andere gebouwen.
Er is in de Britse koloniale periode en daarna op verschillende plaatsen in het gebied gegraven, waarbij onder meer een drietal stedelijke nederzettingen en een groot aantal kloosters met stoepa's zijn blootgelegd. Het betreft de steden 'Bhir mound' (de oudste stad), Sirkap en Sirsukh. Taxila herbergt ook een archeologisch museum.
Generaal Sir Alexander Cunningham stelde in 1863 vast dat het op deze site om het antieke Taxila ging. Er was door de dorpelingen een stenen vaas gevonden in een van de stoepa's bij Shahpur. Erin gegraveerd stond dat de stoepa in Taxila was opgericht. Cunningham deed opgravingen in 1863-64 en 1872-73. Sir John Hubert Marshall deed opgravingen van 1915-18.

## Bezienswaardigheden

### Dharmarajika stoepa

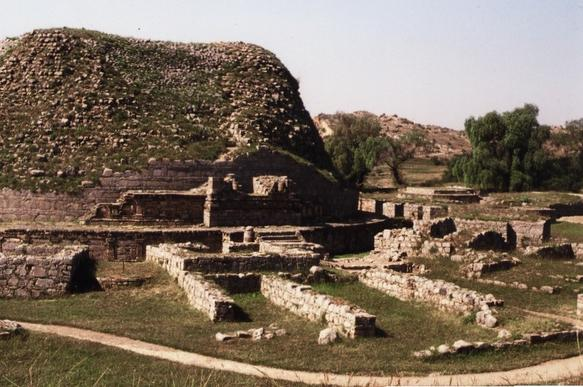
Dharmarajika stoepa

De stoepa, ook bekend als Chir Tope, vanwege de kloof, die door onderzoekers door het centrum is gedreven, staat op een plateau boven de Tamra nala. Het gebied was, voordat het door boeddhisten werd overgenomen, mogelijk een stad. Onder de fundering van een gebouw werden 28 munten van de Griekse koning Zoilus gevonden. De Grote Stoepa is een ruïne en alleen de kern ervan is bewaard. Het grondplan van de stoepa is een cirkel en de basis ligt op een verhoogd terras, dat via vier trappen op de kardinale punten toegankelijk was. Waarschijnlijk werd de stoepa in de Scytho-Parthische periode gebouwd, maar tijdens de Kushan periode gerepareerd en vergroot en deels gerenoveerd in de 4e eeuw. Het verhoogde terras rond de voet van de stoepa deed in de oudheid dienst als pradakshina patha (processieweg). Gedurende de processie rondom werd de stoepa altijd aan de rechterkant gehouden. De originele bodem van deze processieweg bestond uit kalk en rivierzand, maar die werd opgehoogd met débris en een tweede (chunam) laag. Hier bovenop werden fragmenten van glazen tegels gevonden, die op een gegeven moment zijn weggehaald en in een kamer op de site zijn ondergebracht. Bij de westelijke traptreden werd in een kleine blok van kanjur steen een geldschat gevonden, die uit 355 munten bestond uit de tijd van Azes II, Soter Megas, Huvishka, Vasudeva en de Indo-Sassaniden of Kushano-Sassaniden. In een ring rond de stoepa werden kleinere stoepa's gebouwd. In verschillende daarvan zijn relieken gevonden, zoals botjes en as in een zilveren bronzen kistje in de vorm van een miniatuur stoepa, die weer in een kistje zat van steatiet. In de reliekkamer van een andere stoepa waren vier kleine, aardewerken lampjes, vier munten van de Scythische koningen Maues en Azes I en een vaas van steatiet. In de vaas zat een klein gouden kistje en gouden veiligheidspelden en kralen van robijn, garnet, amethist en kristal. In het gouden kistje zaten kralen van bot en robijn en stukjes bladzilver, koraal en steen en de reliek van bot. Na de stoepa's rondom, werden poorten gebouwd tegenover de trappen en kleine kapellen in een cirkel. In de kapellen stonden boeddhabeelden opgesteld die uitkeken in de richting van de Grote stoepa. De vroegste kapellen en muren, die de poorten flankeren, uit de tweede helft van de 1e eeuw, zijn gebouwd in het 'diaper' patroon. 
Er zijn vier stijlen voor het oprichten van muren te onderscheiden: het stapelen van steenbrokken en steengruis (Scytho-Parthische periode); het 'kleine diaper' (1e eeuw, relatief kleine rotsblokken met daartussen netjes opgehoopte kleine stenen); het 'grote diaper' (2e eeuw, met grotere rotsblokken); het 'semi-diaper/semi-ashlar' (3e en latere eeuwen, de grotere rotsblokken liggen op een horiontale band van naast elkaar gestapelde stenen). 
Om de Grote Stoepa zijn in het noorden en westen meer stoepa's, kapellen  en kloosters opgericht. In een ervan (J2) werd een kistje van steatiet gevonden in de vorm van een Griekse pyxis, met er in een zilveren kistje, waarbinnen een gouden kistje met kleine botfragmenten. Op het plateau zijn verschillende boeddhabeelden gevonden, waarvan sommigen kolossaal in afmetingen. In een kapel (G5) werd onder de grond een kistje van steatiet gevonden met er binnen een zilveren vaas met er in een perkamentrol en een gouden kistje met er in kleine botrelieken. De tekst was in kharosthi en dateerde van het jaar 136 (ca. 78 n. Chr.): 'In het jaar 136 van [het] Azes [tijdperk], op de 15e dag van de maand van Ashadha, op deze dag werd door Urasakes, zoon van Lotaphria, een man uit Balkh wonend in de stad Noacha, relieken van de Heilige [Boeddha] in de gedenkplaats gebracht. Hij plaatste deze relieken van de Heilige in de Bodhisattva kapel bij de Dharmarajika stoepa in het district Tanuva in Takshasila, om volledige gezondheid te schenken aan de grote koning, koning der koningen, de goddelijke Kushana [ Kujula Kadphises ]; voor de verering van alle Boeddha's; voor de verering van de afgezonderde Boeddha's; voor de verering van arhats, voor de verering van alle voelende wezens, voor de verering van [zijn] ouders; voor de verering van [zijn] vrienden, adviseurs, verwanten en familierelaties, voor het schenken van volledige gezondheid aan hemzelf. Dat dit geschenk mag..'
In kamer G4 lagen stenen van een kleine, ontmantelde stoepa. In een steen werden twee reliekkistjes van steatiet ontdekt. In een zat een kleiner, ivoren kistje met er in een gouden kistje met er in een botje, een gouden kraaltje en een aantal parels. In het andere reliekkistje, in de vorm van een Griekse pyxis zat een zilveren doosje met een gouden kistje er binnen. Daarin zat bladgoud en een stuk bot. In het westen van de site stond de 'apsidal tempel' of 'Chaitya Hal', waar gelovigen samenkwamen. Het is uit de Kushan periode en gebouwd in de grote diaper stijl. Het grondplan van de tempel lijkt op de Chaitya Hallen van Karli (Karla grotten), Ajanta en Ellora en andere plaatsen in West- en Centraal-India.

### Stoepa van Kunala

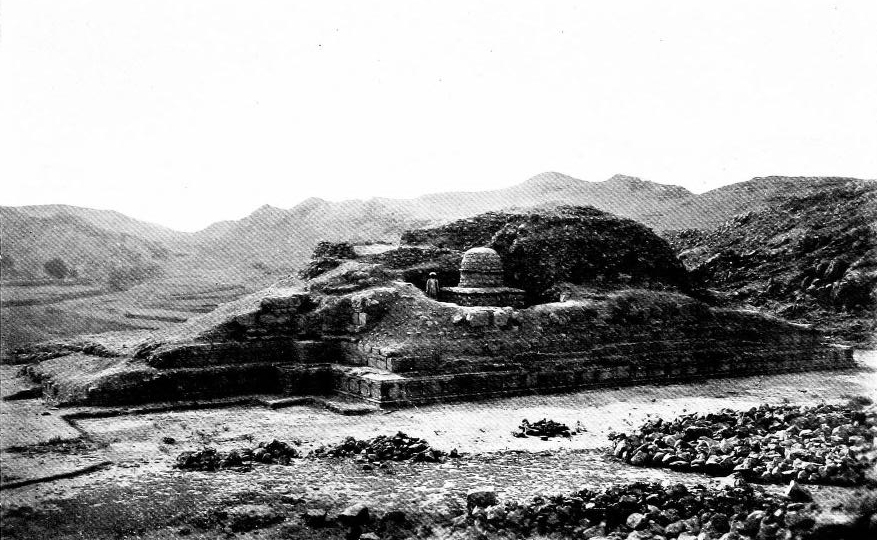
Stoepa van Kunala, Taxila, uit Marshalls A Guide to Taxila (1918)

De pelgrim Hsüan Tsang beschreef in de 7e eeuw vier beroemde, boeddhistische monumenten in Taxila: het waterreservoir van Elapatra, de Drakenkoning (de Panja Sahib in Hasan Abdal); de stoepa op de plek waar, volgens een voorspelling van Boeddha, Maitreya  een van de vier Grote Schatten zal openbaren - de vier grote Schatten zijn: van Elapatra in Gandhara, Panduka in Mithila, Pingala in Kalinga en Sanka in het Kasi gebied (Benares) - het betreft de verwoeste stoepa op de bergkam boven Baoti Pind; de stoepa van het geofferde hoofd (Bhallar stoepa); de stoepa van Asoka ter herinnering aan de plek waar zijn zoon Kunala zijn ogen waren uitgestoken. 
De Kunala stoepa op de heuvel Hathial ligt boven de Haro vallei, tegenover de Bhallar stoepa op de westelijke uitloper van de heuvel Sarda. Volgens Hsüan Tsang was de stoepa meer dan 100 voet hoog. Hij vertelde hoe Kunala verblind werd door een list van zijn stiefmoeder Tishyarakshita, die verliefd op hem was. Ze liet hem door zijn vader Asoka als onderkoning naar Taxila sturen met een geheime brief voor de ministers om hem te verblinden. Toen de ministers weigerden, stond Kunala er op om het bevel van zijn vader uit te voeren. Hij vond samen met zijn vrouw al bedelend de weg terug naar de hoofdstad van zijn vader. Die liet zijn vrouw Tisyarakshita ombrengen en in Bodh Gaya werden de ogen van Kunala door de boeddhistische arhat Ghosha genezen. Het verhaal kan zijn geïnspireerd door de Griekse mythe van Hippolytus en Phaedra. In werkelijkheid heette Asoka's zoon Dharmavivardhana, maar om zijn kleine, mooie ogen, noemde zijn vader hem naar de vogel van de Himavat. De verblinding zou het slechte karma zijn van een daad uit een vorig leven.
De Kunala stoepa was gebouwd op drie terrassen en stamt uit dezelfde tijd als de Bhallar stoepa, volgens Marshall de 3e of 4e eeuw. In de stoepa is een kleinere, oudere stoepa ontdekt, 9 voet 8 inches hoog, van blokken zandsteen, mogelijk uit de 1e eeuw. Alleen het pleisterwerk en de 'paraplu' ontbreken er van. Ten westen van de Kunala stoepa ligt een klooster in de semi-ashlar stijl, met twee binnenhoven. De lengte van de buitenmuur is 192 voet.

### Paleis van Sirkap
Het Paleis was sober en zonder pretentie ingericht en deze beschrijving lijkt aan te sluiten op die van Philostratus in Het leven van Apollonius van Tyana: 'Ze zeggen dat ze bij het paleis geen pompeuze gebouwen hebben gezien en ook geen speerdragers of lijfwacht, alleen een paar dienaren, zoals in de huizen van aanzienlijke burgers, en maar drie of vier mensen die om audiëntie bij de koning verzochten; en dat ze die inrichting meer bewonderden dan de overdreven pracht in Babylon, en dat nog veel meer toen ze binnenkwamen, want de zalen en zuilengalerijen en de hele entree waren heel eenvoudig gehouden.'. Het grondplan lijkt erg op dat van Assyrische paleizen in Mesopotamië, bijvoorbeeld op het paleis van Sargon in Khorsabad. Assyrië oefende veel invloed uit op Perzië, Bactrië en de omliggende landen.

### Tempel van Jandial

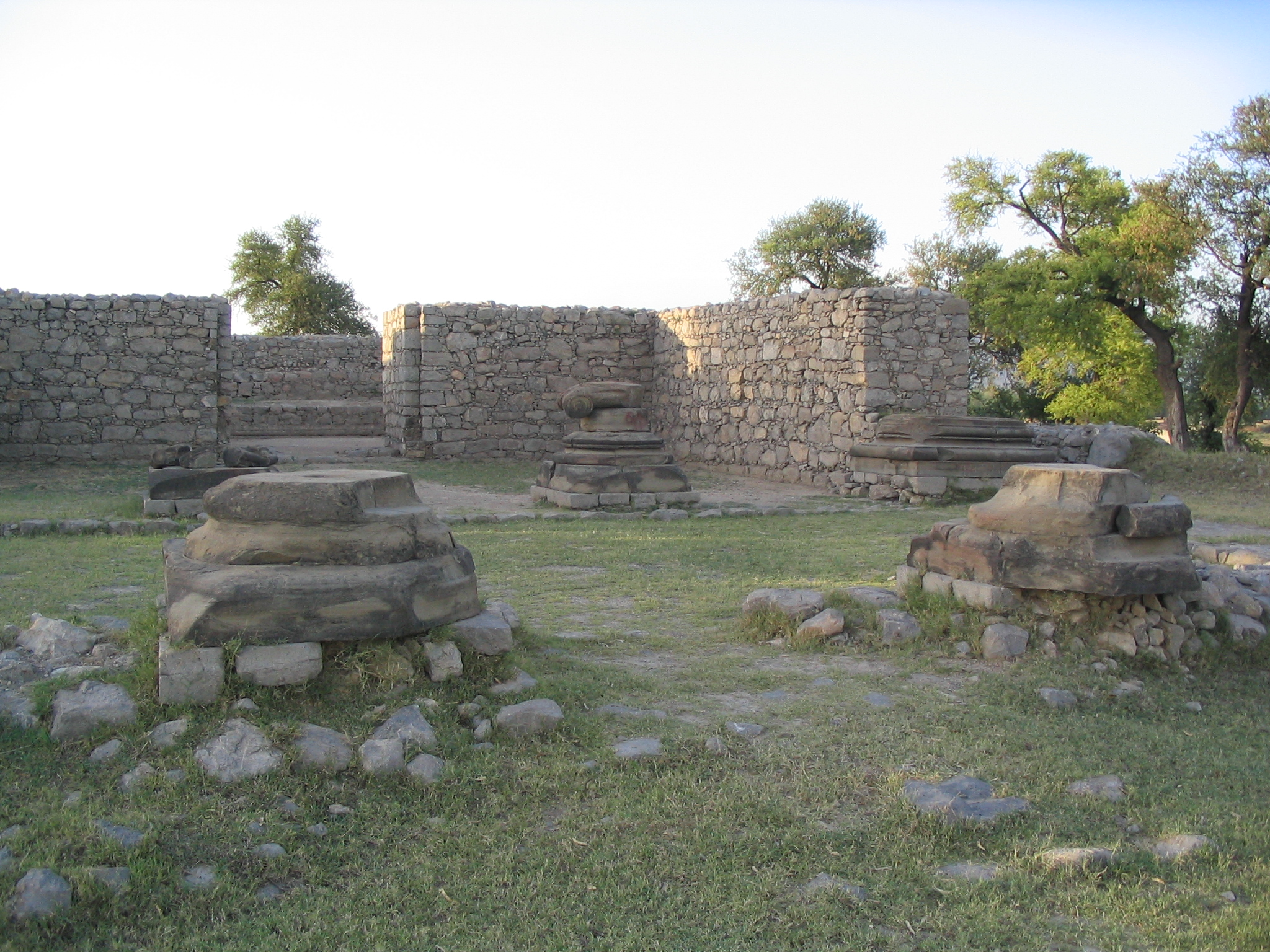
Tempel van Jandial, met zicht op het pronaos (voorportaal) en het naos (heiligdom)

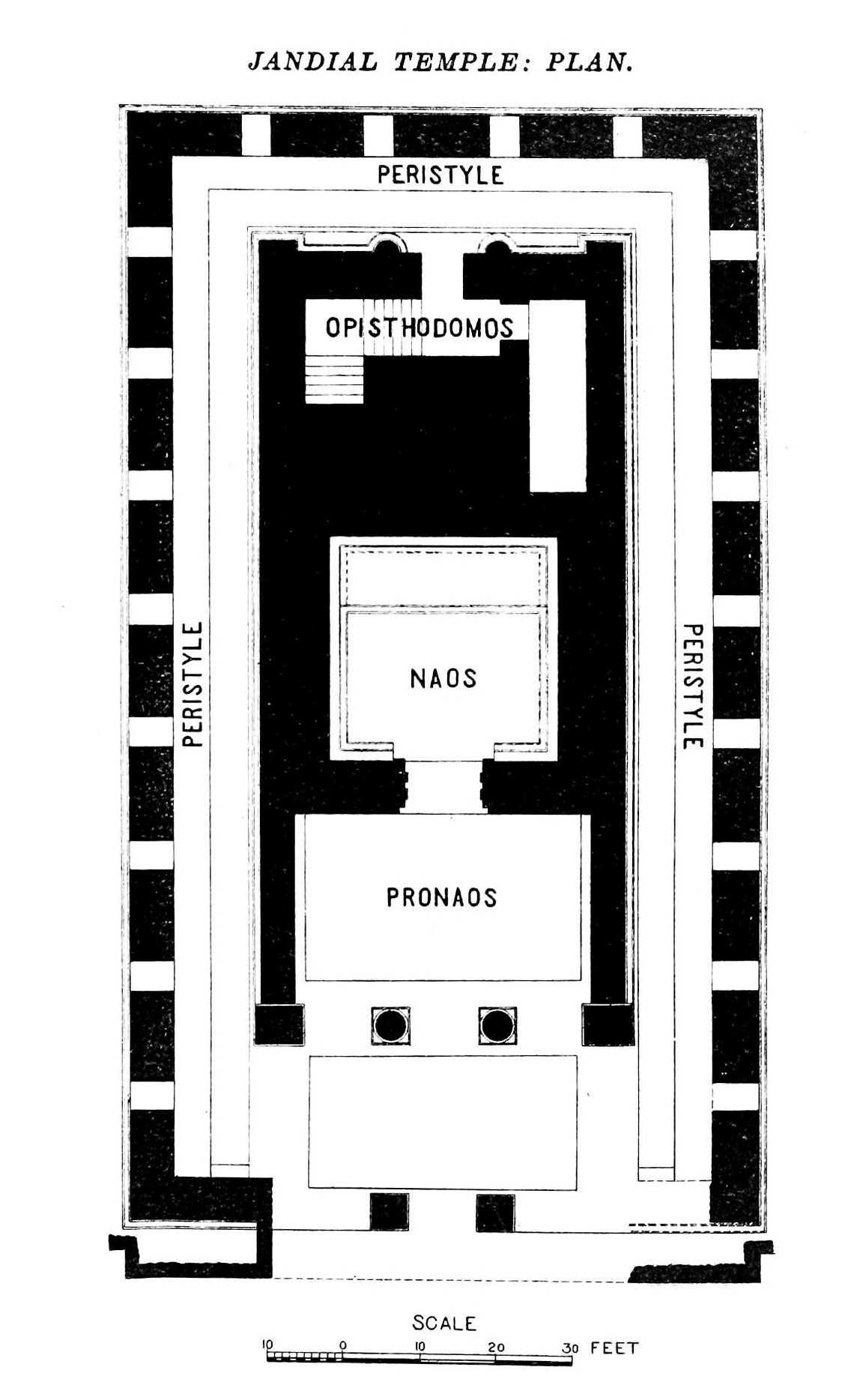
Plattegrond van de tempel van Jandial, uit Marshalls A Guide to Taxila (1918)

Buiten Sirkap, ten oosten van de noordelijke poort, ligt de tempel van Jandial, 158 voet lang, 100 voet zonder de peristyle mee te rekenen, op een kunstmatige heuvel van 25 voet. Het grondplan lijkt op de klassieke tempels van Griekenland, met een peristyle (zuilengalerij), pronaos (voorportaal), naos (heiligdom) en opisthodomos (achterportaal). Maar in plaats van een peristyle met pilaren, bestaat de peristyle uit een muur met grote vensters. En tussen het achterportaal en het heiligdom is geen extra kamer, zoals in Griekse tempels, maar het fundament van een zware toren, die mogelijk 40 voet hoog was.  Het dak was ook anders en had geen dakpannen; het was plat. Volgens de archeoloog Marshall was de tempeltoren een ziggoerat en is het gebouw een zoroastrische tempel met een heilig vuuraltaar in het binnenste heiligdom. De tempel was dan ook gebouwd in de Scytho-Parthische periode, toen het zoroastrianisme in Taxila voet aan de grond had. Volgens Marshall wordt deze tempel van Jandial mogelijk genoemd in Philostratus' Leven van Apollonius van Tyana, wanneer Apollonius en zijn metgezel Damis wachten op toestemming van de koning om de stad binnen te gaan: 'Ze zeggen dat ze vóór de stadsmuur een tempel hebben gezien van natuursteen met versteende schelpen erin, niet veel minder dan honderd voet lang. Daarin was een heiligdom gebouwd, weliswaar tamelijk klein in verhouding tot zo'n grote tempel met een zuilengalerij er omheen, maar bewonderenswaardig. Want tegen elke wand waren bronzen platen vastgenageld waarop de daden van Poros en Alexander waren afgebeeld. met geel koper, zilver, goud en donker brons waren olifanten, paarden, soldaten, helmen en schilden weergegeven; lansen, projectielen en zwaarden waren allemaal van ijzer. (..)' De tempel van Jandial lag inderdaad, zoals deze beschrijving meldt, voor de muur van de stad en de reizigers kwamen uit het noordwesten en zullen dus voor de noordelijke poort hebben moeten wachten. Het binnenste heiligdom van de tempel van Jandial, de naos, is bovendien buiten verhouding klein. De peristyle niet meegerekend, komt de lengte van 100 voet overeen met Philostratus' beschrijving. De Griekse woorden, die vertaald worden met 'van porfier' ('van natuursteen' in de Nederlandse vertaling), zou volgens Marshall 'van steen bedekt met stucco' kunnen betekenen en schelpen werden in India van oudsher gebruikt om stucco te bereiden. Dat zou de vermelding van een tempel 'van natuursteen met versteende schelpen erin' verklaren.

### Stoepa van de dubbelkoppige adelaar

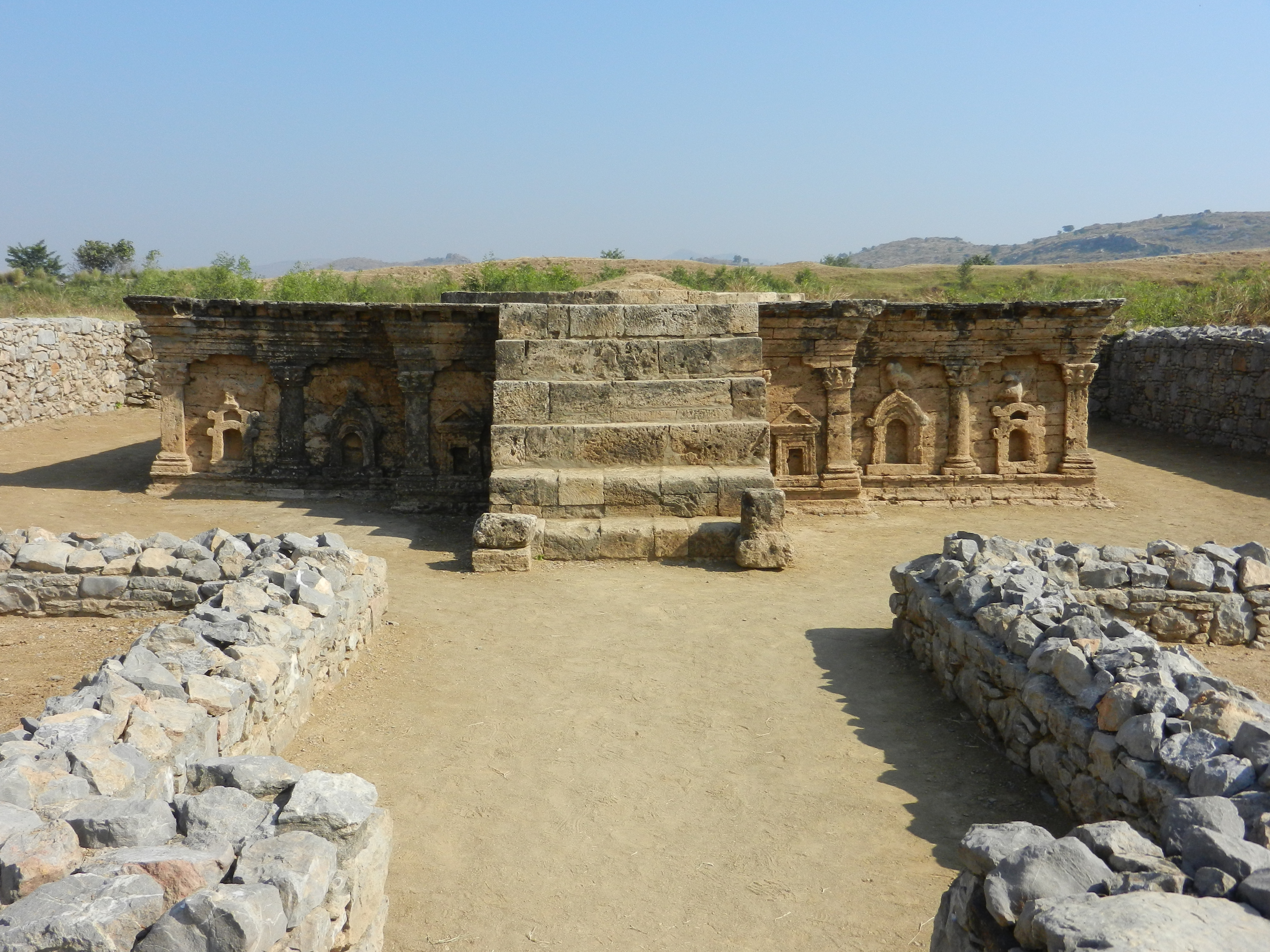
Stoepa van de dubbelkoppige adelaar

Volgens Marshall had de stoepa met de dubbelkoppige adelaar een jaïna herkomst, omdat het leek op jaina stoepa's die afgebeeld waren op reliëfs in Mathura en dateerde het uit de laatste helft van de 1e eeuw v. Chr. In dezelfde wijk als waar deze stoepa zich bevindt, werd de Aramese inscriptie op een deel van een marmeren pilaar gevonden. Op een foto uit het begin van de 20e eeuw zijn nog duidelijk de resten van de heuvelvormige stoepa te zien. Op de façade aan de voorkant van de overgebleven basis zijn alle pilasters van de Corinthische orde, twee zijn rond, de rest rechthoekig. Tussen de pilasters zijn niches in drie variaties: het dichtst bij de trap lijken ze op de voorkant van Griekse tempels; in het midden hebben ze 'ogee bogen' en op de hoek lijken ze  op Indiase torana's. Op de middelste en buitenste niches zit een vogel, waarschijnlijk een adelaar. Een van deze adelaars heeft twee koppen. De dubbelkoppige adelaar kwam volgens Marshall voor het eerst voor in beelden van de Hettieten uit West-Azië. De afbeelding zou ook gevonden zijn in de Geometrische periode van Sparta. Later werd het vooral met de Scythen in verband gebracht en zij zouden het in Taxila hebben geïntroduceerd. De afbeelding kan door het Russische en Duitse Rijk van de Scythen als keizerlijk embleem zijn overgenomen. Van Taxila kwam het in Vijayanagar en Sri Lanka. De dom was bekroond met drie 'parasol-vormige spitsen'. In het midden van de basis werd op een diepte van 3 voet 2 inches onder de top de leeggeroofde reliekkamer gevonden.

### Bhallar stoepa

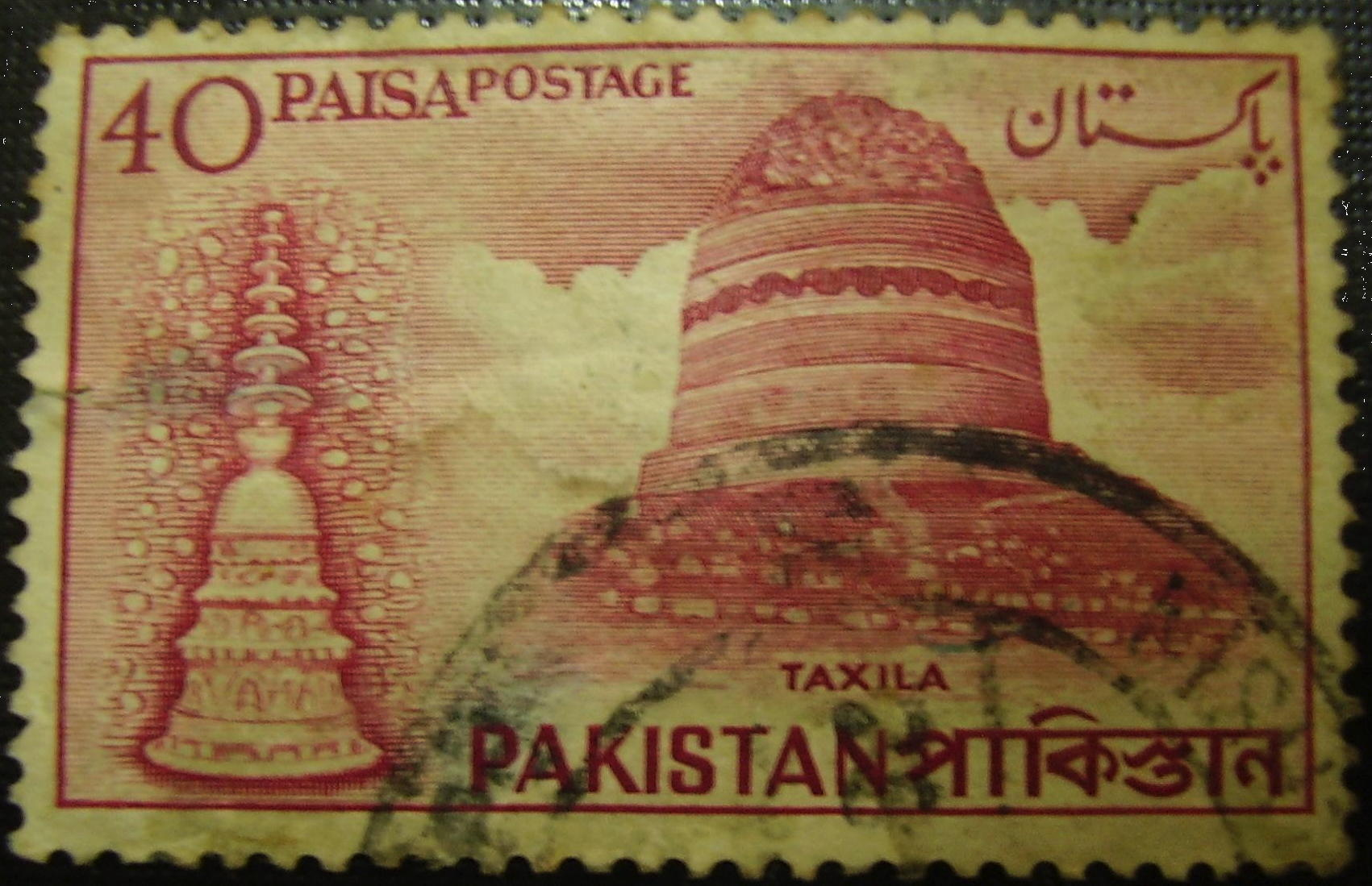
Bhallar stoepa (rechts)

Volgens Hsuan Tsang was de Bhallar stoepa door keizer Asoka gebouwd om de plek te gedenken waar Boeddha in een vorig leven zijn hoofd offerde. In een eerdere incarnatie (belichaming) zou Gautama Boeddha de held Chandraprabha zijn geweest, die over Taxila heerste toen deze stad Bhadraśilā heette. Volgens Marshall kan op de huidige plaats van de Bhallar stoepa een stoepa van de held Chandraprabha gestaan hebben. De Bhallar stoepa zelf is volgens hem echter niet ouder dan de 3e of 4e eeuw.

### Stoepa van Badalpur
De stoepa van Badalpur bij het dorp Bhera leek op de stoepa's van Bhallar en Kunala, maar er is afgezien van het voetstuk van meer dan 80 voet lang en 20 inch hoog, weinig van over. Het moet evenwel een van de meest opzienbarende monumenten zijn geweest van Taxila. Op een afstand van 70 yard was een groot klooster. Afgaande op het metselwerk en de gevonden munten van de Kushana koningen Kanishka, Huvishka en Vasudeva dateerde Marshall de stoepa op de laatste helft van de 3e eeuw.

### Mohra Moradu

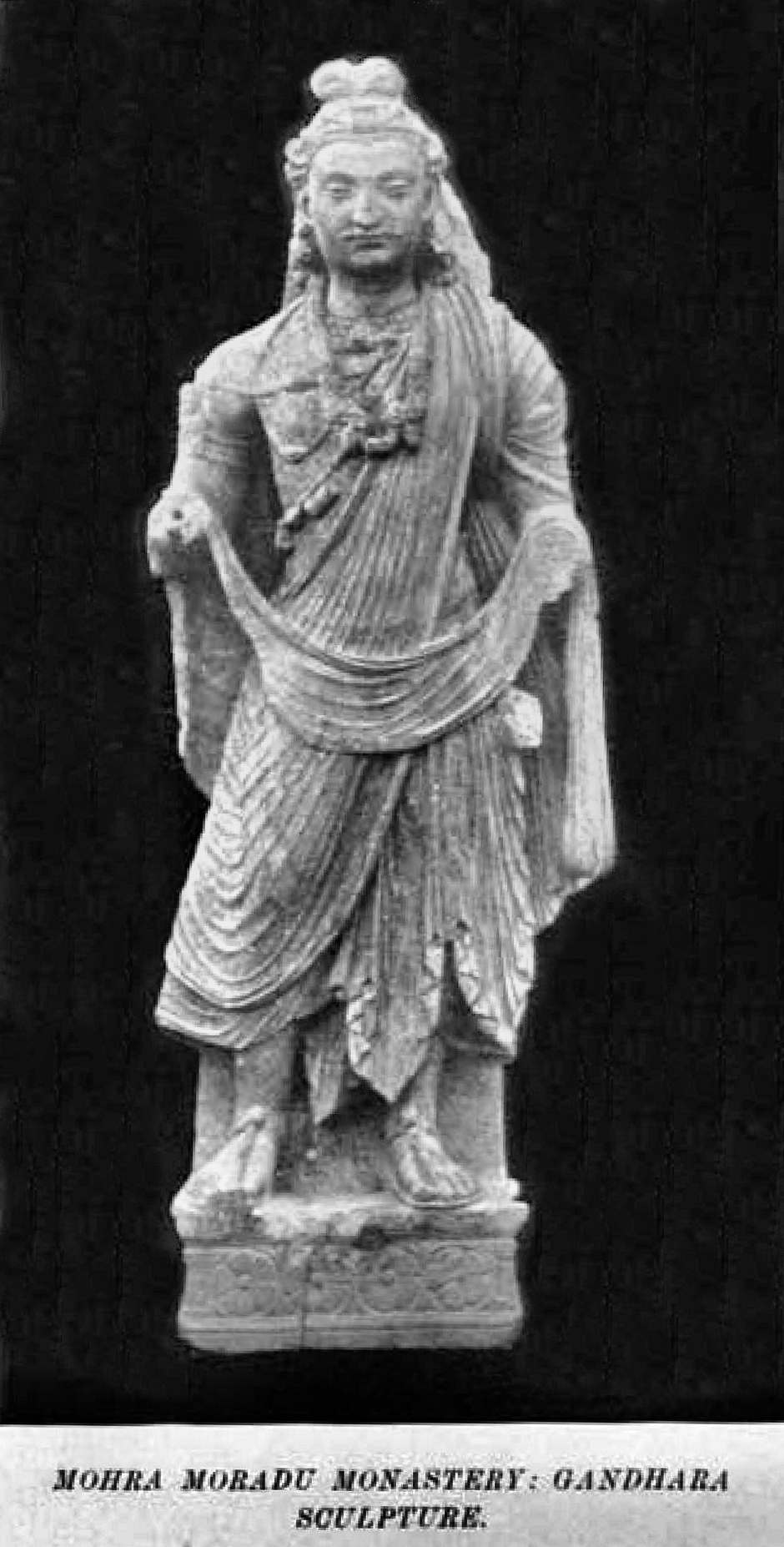
Gandhara beeld, mogelijk van bodhisattva Gautama, uit Marshalls A Guide to Taxila (1918)

In Mohra Moradu, een mijl ten zuidoosten van Sirsukh, liggen een boeddhistisch klooster en stoepa. De gebouwen zijn vrij goed bewaard, omdat ze begraven waren onder de ophoping van omliggende heuvels. Ze zijn tussen 15 en 20 voet hoog en gedecoreerd met stucco reliëfs. De cilindrische 'trommel' van de stoepa onder de koepel was tot de top bedekt met groepen boeddha's en bodhisattva's, zowel staand als zittend, in stijl en techniek van een hoog niveau. Ze zijn levendig, in beweging en waardig, de weergave van plooien is volgens de beste hellenistische traditie. Er staat een kleinere stoepa voor en ze zijn verbonden aan een klooster. De ingang is aan de noordzijde en er zijn 27 cellen rond een vierkant open, verdiept hof, waar regenwater kon worden opgevangen. In cel no. 9 werd een stoepa gevonden van 12 voet hoog. Het voetstuk bestaat uit 5 verdiepingen, waarvan de onderste was versierd met olifanten en atlanten en daarboven zitten boeddha's in niches tussen pilasters. De kern van deze stoepa is van 'kanjur steen' en het lijstwerk en de decoraties van stucco, beschilderd met rode, blauwe en gele verf, waarvan sporen zijn bewaard. De 'parasol' was rond een holle ijzeren schacht gemaakt. De originele muren van het klooster  waren opgericht in de 'grote diaper' stijl aan het eind van de 2e eeuw. Toevoegingen en reparaties waren in de 'semi-ashlar' stijl, tweehonderd jaar later. Op de vloer werden munten van de Kushana koningen Huvishka en Vasudeva gevonden. Er werd ook een Gandhara beeld, waarschijnlijk van de bodhisattva Gautama, gevonden in bijna perfecte staat.

### Jaulian

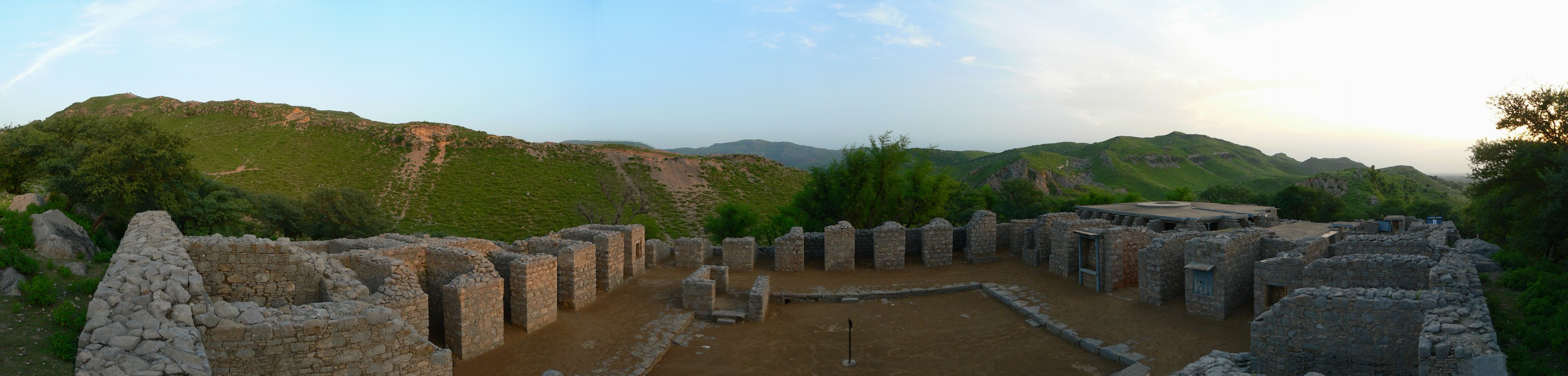
Panorama van Jaulian - boeddhistisch klooster, Taxila, Pakistan

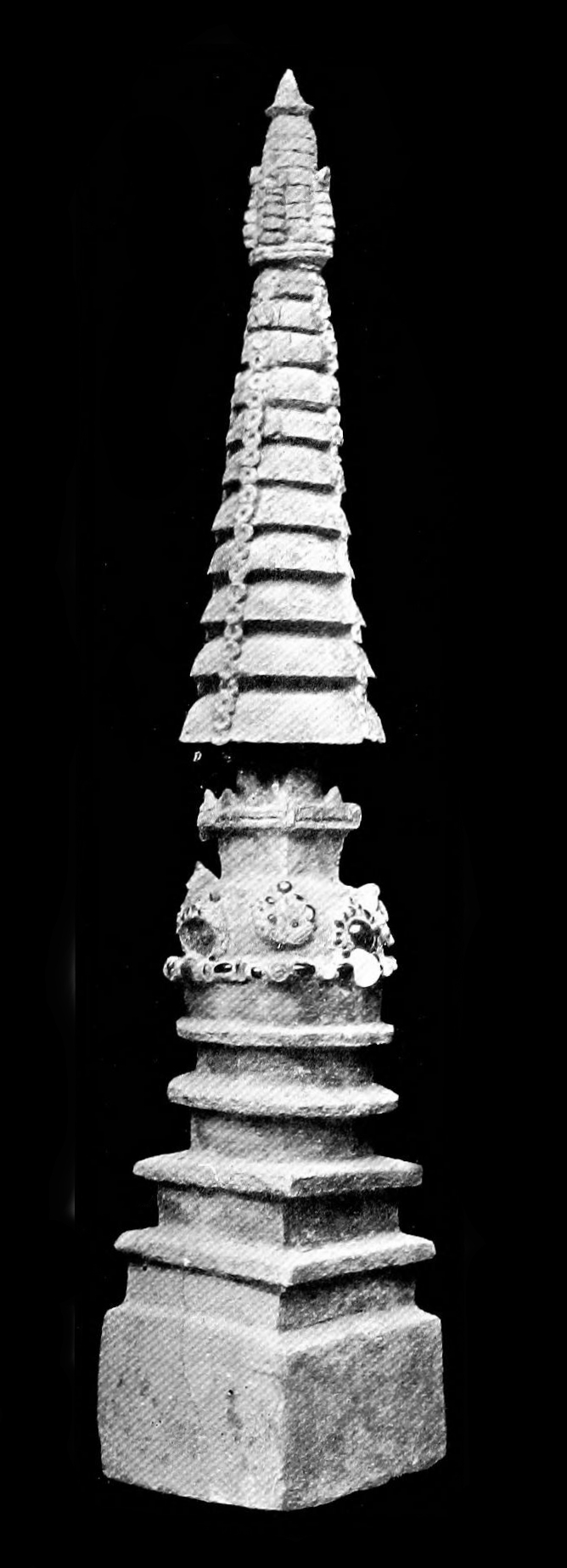
Miniatuur stoepa reliekhouder van Jaulian, uit Marshalls A Guide to Taxila (1918)

In Jaulian, minder dan een mijl ten zuidoosten van Mohra Moradu, op een 300 voet hoge heuvel, zijn boeddhistische  stoepa's en een klooster in een nog betere staat bewaard. De kwaliteit van de decoraties is echter niet even hoog. In de 5e eeuw werd deze plaats verwoest, mogelijk door binnenvallende Hunnen. De versieringen op de muren van de stoepa's zouden van na het jaar 400 zijn en de reliëfs van Mohra Moradu van enige decennia eerder. Er is een beneden hof met vijf stoepa's, waarvan enkel de vierkante basis is bewaard, vol stucco reliëfs in horizontale verdiepingen. Er op zijn boeddha's, bodhisattva's, leeuwen, olifanten en atlanten te zien. Op een van de stoepa's zijn zeldzame kharosthi inscripties. De hoofd stoepa werd gerepareerd en opnieuw gedecoreerd in de 4e of 5e eeuw en tegelijkertijd werden de gebouwen in de beneden hof opgericht in de semi-ashlar stijl. De originele hoofd stoepa in het midden van de boven hof dateert uit de tijd van de Kushanen, maar het zichtbare bouwwerk en de stucco versieringen zijn van twee eeuwen later. Om de hoofd stoepa liggen in rijen kleinere, rijk versierde stoepa's. In de reliekkamer van een ervan stond een miniatuur stoepa, 3 voet 8 inch hoog van harde zandsteen pleister, afgewerkt met blauwe en rode verf en rond de koepel ingelegd met gemmen van granaat, carneool, lapis lazuli, aquamarijn, robijn, agaat, amethist en kristal, van verschillende vorm en in diverse patronen. Deze kleine stoepa diende als reliekhouder, aan het einde van een holle schacht lagen de relieken in een kleine koperen houder. Het klooster lijkt op dat van Mohra Moradu, maar is kleiner. Het ging in de 5e eeuw in vlammen op. Er werden een zegel van carneool gevonden met de woorden Sri Kulesvaradasi in Brahmischrift  en een zwaar beschadigd, berkenschors manuscript in Brahmi schrift, beiden van de Gupta periode. Ook werden er meer dan 200 munten gevonden.

### Bhir mound

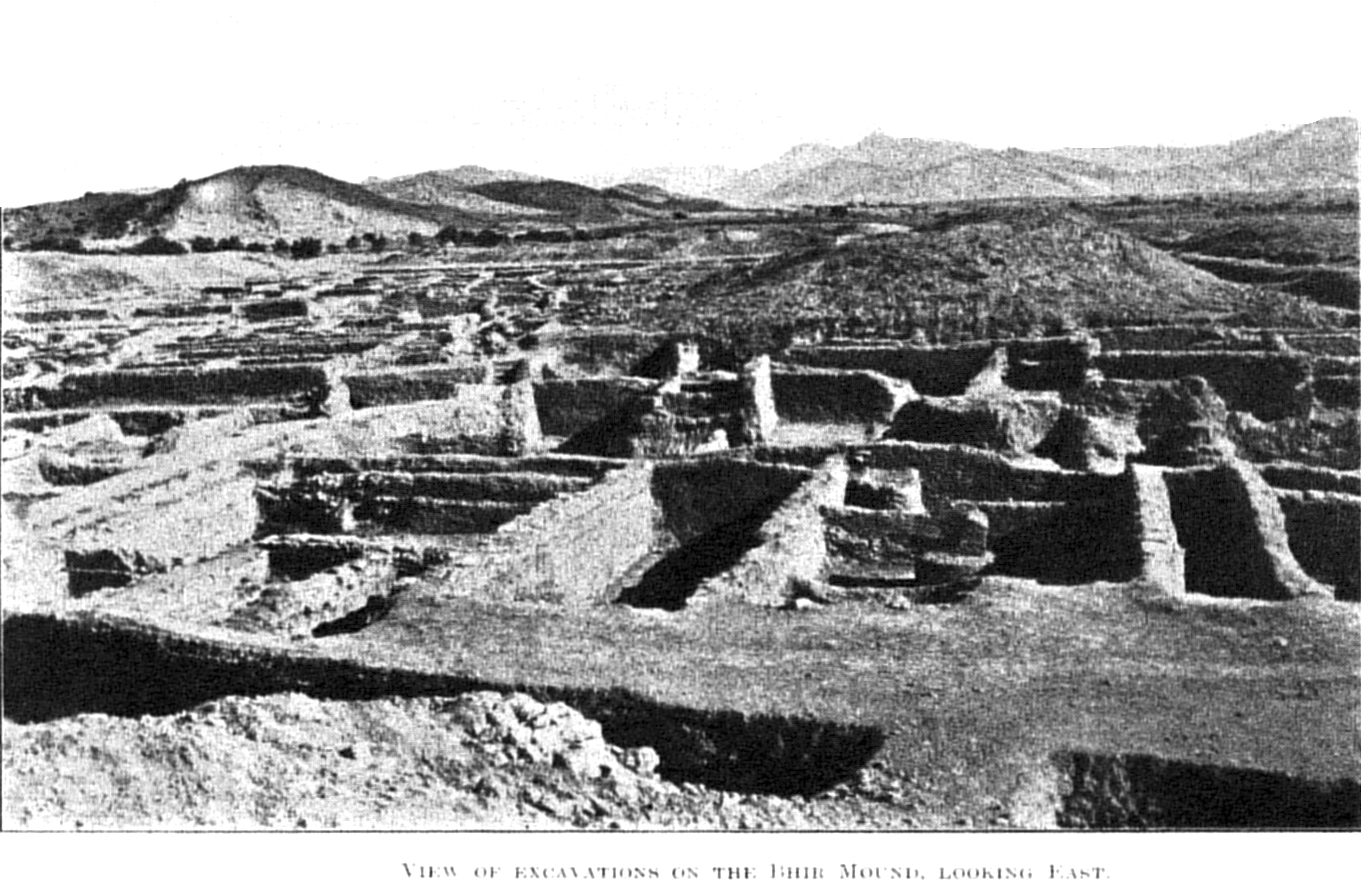
Bhir Mound, foto van J.F. Blakiston, 1927

In de vroegste site van Taxila werden vóór 1918 enige vondsten gedaan uit de Maurya periode: 160 zilveren munten, een gouden munt van Diodotus I geslagen in naam van Antiochus II van Syria, een gouden armband en een gouden pendant in de vorm van een tijgerklauw, een kleine gouden reliek, verschillende gouden en zilveren juwelen, een groot aantal parels, amethisten, granaten, koralen en andere stenen. De munten dateren van de laatste helft van de 3e eeuw v. Chr en de gouden klauw en reliek zijn volgens Marshall waarschijnlijk een halve eeuw ouder. In een put in een kamer werden vijftig lege, aardewerken vazen gevonden. Onder de laag waarin deze vondsten werden gedaan is nog een kunstmatige laag van 15 tot 20 voet uit een veel vroegere periode. De Bhir mound is ontegenzeggelijk de stad Taxila uit de Maurya periode.

### Klooster van Lalchak
Het kleine klooster van Lalchak ligt ten noordoosten van Sirsukh, het meest moderne van de drie steden van Taxila. De stad werd gesticht door de Kushanen, vermoedelijk tijdens de regering van keizer Kanishka. Onder vier heuvels werden de resten gevonden van een boeddhistische vestiging, die uit stoepa's , heiligdommen en een klooster bestond, mogelijk uit de 4e eeuw. Het klooster had een houten bovenverdieping, dat in de 5e eeuw in de as is gelegd. Er werden verscheidene koperen, bronzen en ijzeren voorwerpen en edelstenen gevonden.